# Zamacra flabellaria
Zamacra flabellaria là một loài bướm đêm trong họ Geometridae.